# Il terrore corre sul fiume
 Il terrore corre sul fiume (Tarzan's Greatest Adventure) (noto anche col titolo La più grande avventura di Tarzan) è un film del 1959 diretto da John Guillermin.
Il soggetto è liberamente ispirato al personaggio del famoso romanzo d'avventura Tarzan delle Scimmie di Edgar Rice Burroughs del 1912. Il film è il quinto dei sei della saga di Tarzan interpretati dall'attore Gordon Scott. Distribuito dalla Paramount Pictures.